# Dagny Holm
Dagny Holm (18 mai 1916 - 1er mars 2004) est une designer danoise principalement connue pour son activité au sein du groupe Lego dont son oncle, Ole Kirk Christiansen, était le fondateur.

## Biographie
Dagny Holm travaille une première fois dans l'entreprise de son oncle dans les années 1930. À l'époque l'entreprise réalise des jouets en bois et Dagny Holm dessine plusieurs modèles.
Après une carrière à l'extérieur, elle revient au sein de l'entreprise familiale en 1961. Elle est considérée comme la première master builder au sein du groupe. Elle sera en particulier à l'origine de l'ensemble des constructions présentes au sein du parc Legoland Billund à son inauguration en 1968. Elle continuera à travailler pour l'entreprise avant de prendre sa retraite en 1986 à l'âge de 70 ans.
Elle meurt le 1er mars 2004.
Le 1er mars 2022, Lego met en vente un set en hommage à la designer et vendu exclusivement au magasin de Lego de Billund. Le modèle de 1 068 pièces met en scène Dagny Holm et quelques-unes de ses réalisations.